# 塔瓦馬努區
塔瓦馬努區（西班牙語：Distrito de Tahuamanu）是秘魯的一個區，位於該國東南部馬德雷德迪奧斯大區的塔瓦馬努省，始建於1912年12月26日，面積3,793.9平方公里，海拔高度320米，2005年人口1,770，人口密度每平方公里0.47人。